# Kristina von Weltzien
Kristina von Weltzien (auch Christina von Weltzien; * 1973 in Kiel) ist eine deutsche Synchronsprecherin.

## Leben
Von Weltzien ist die Tochter der Schauspielerin Isabella Grothe und studierte am Schauspielstudio Frese in Hamburg. Nach ihrer Ausbildung hatte sie kleine Synchronrollen, ab 1994 übernahm sie jedoch erste Hauptrollen als Synchronsprecherin. Nachdem sie als Betsy in der kanadischen Jugendserie Amanda und Betsy, die von 1994 bis 1997 im ZDF lief, zu hören war, sprach sie von 1997 bis 2000 die Protagonistin Shirley Holmes als auch 1999 die Rolle der Po in der Kinderserie Teletubbies.
Im Jahre 2004 war sie im Rahmen der „Gala der großen Stimmen“ für die beste weibliche Synchronhauptrolle in Lilja 4-ever nominiert. Es folgten Synchronrollen in der australischen Serie McLeods Töchter (2001–2006) als Tess McLeod, 2008 in H2O – Plötzlich Meerjungfrau als intrigante Charlotte Watsford und seit 2009 in der Krimiserie The Mentalist als Agent Van Pelt.
Auch bei der deutschen Bearbeitung von mehreren britischen Literatur-Adaptionen der BBC wirkte von Weltzien mit, so lieh sie Kate Beckinsale im Fernsehfilm Emma (2007) ihre Stimme, Gemma Arterton in der modern angelegten „Stolz und Vorurteil“-Version Wenn Jane Austen wüsste (2009) und Olivia Hallinan in der erfolgreichen Serie Lark Rise to Candleford (2009) über das Landleben des 19. Jahrhunderts.
Daneben war sie auch in vielen Hörspielen und Hörbüchern wie TKKG oder Hanni und Nanni zu hören. Kristina von Weltzien lieh der Darstellerin  Saskia Burmeister aus der Serie Total Genial ihre Stimme.
Kristina von Weltzien lebt derzeit in Hamburg.

## Synchronarbeiten

### Filme
- 2003: Die Tote im Sumpf, Stimme von Patricia Arquette
- 2005: Poirot – Tod auf dem Nil (Fernsehfilm) als Jacqueline de Bellefort
- 2006: Miss Marple – Die Tote in der Bibliothek (Fernsehfilm) als Josie Turner
- 2006: Investigating Sex, Stimme von Julie Delpy
- 2007: Emma (Fernsehfilm), Stimme von Kate Beckinsale
- 2007: Manche mögen’s reich, Stimme von Isabelle Carré
- 2007: Miss Marple – Ruhe unsanft, (Fernsehfilm) Stimme von Sophia Myles
- 2008: Bottle Shock, Stimme von Rachael Taylor als Sam Fulton (2. Synchronisation für die ARD in 2012)
- 2008: Major Movie Star, Stimme von Aimee Garcia (Private Valentine: Blonde & Dangerous)
- 2009: Sexy Biester in der High School, Stimme von Jenna Dewan
- 2009: Carriers, Stimme von Emily VanCamp
- 2009: Finde mich in New York!, Stimme von Fanny Valette
- 2009: Verdammnis, Stimme von Jennie Silfverhjelm
- 2010: Journey – Verlorene Erinnerungen, Stimme von Eliza Dushku
- 2010: Professor Layton und die ewige Diva als Janice Quatlane
- 2010: Lehrjahre der Macht, Stimme von Élodie Navarre
- 2016: ARQ, Stimme von Rachael Taylor als Hannah
- 2017: The Saint, Stimme von Eliza Dushku als Patricia Holm

### Serien
- 1994–1999: Amanda und Betsy, Stimme von Lani Billard als Betsy Ramone
- 1997: Die Scharfschützen (3 Folgen), als Jane Sharpe
- 1997–2000: Die Fälle der Shirley Holmes, als Shirley Holmes
- 1999 King of Queens, Stimme von Julie Benz ("Dougs neue Kollegin" Staffel 1 Folge 20)
- 2000: She-Ra – Princess of Power (spätere Synchro), als She-Ra
- 2001: Jeanne, die Kamikaze-Diebin als Fynn Fish
- 2001–2006: McLeods Töchter, Stimme von Bridie Carter als Tess Silverman McLeod-Ryan
- 2002: U.B.O.S – Das unermessliche Buch der Orakel und Sprüche (26 Folgen), als Cassy
- 2002: Naruto, Stimme von Fumiko Orikasa als Fuyuka Uchiha
- 2002–2003: Popular, Stimme von Sara Rue als Carmen Ferrara
- 2007: School Rumble, Stimme von Ami Koshimizu als Tenma Tsukamoto
- 2007: Naruto Shippuden, Stimme von Fumiko Orikasa als Fuyuka
- 2008: H2O – Plötzlich Meerjungfrau, Stimme von Brittany Byrnes als Charlotte Watsford
- 2009: Wenn Jane Austen wüsste, Stimme von Gemma Arterton als Elizabeth Bennet
- 2009: Lark Rise to Candleford, als Laura Timmins
- 2009: Emmas Chatroom, als Michelle
- 2009–2015: The Mentalist, Stimme von Amanda Righetti als Grace Van Pelt
- 2010–2021: Thomas & seine Freunde, als Emily
- 2010: Fringe – Grenzfälle des FBI (2 Folgen) als Dr. Carla Warren
- 2010: Cranford – Die Rückkehr, Stimme von Michelle Dockery als Erminia Whyte
- 2011: The Class, Stimme von Andrea Anders als Nicole Allen
- 2011: Vampire Diaries, Stimme von Lisa Tucker als Greta Martin
- 2012: Borgen – Gefährliche Seilschaften, als Sann
- 2012–2021: Line of Duty, Stimme von Vicky McClure als DI Kate Fleming
- 2016: Designated Survivor, als Emily Rhodes
- 2020: La Valla – Überleben an der Grenze, als Julia Pérez Noval/Sara Pérez Noval
- 2021: Verschlungene Wege, Stimme von Clara Alonso als Caterina Sharp (erwachsen)
- 2022: Paper Girls, Stimme von Ali Wong als Erin Tieng (alt)

### Videospiele
- 2016: League of Legends, Stimme von Taliyah

## Hörspiele (Auswahl)
- 1996: TKKG (96): Die Entführung des Popstars (als Cathy Fidelitas und Evelyn Melancholy)
- 1997: Die drei ??? (77): Pistenteufel (als Karen Sulzenberger)
- 2002: Hanni und Nanni (22): Gute Zeiten mit Hanni und Nanni (als Raphaela)
- 2007, 2023: Hanni und Nanni (29, 74): Geisterbeschwörung mit Hanni und Nanni / Hanni und Nanni spielen falsch (als Carolin)
- 2008: TKKG (159): Böses Spiel im Sommercamp (als Stefanie)
- 2017: Dorian Hunter – Dämonen-Killer (33): Kirkwall Paradise (als Giuletta di Esperanza)
- 2017: Dorian Hunter – Dämonen-Killer (35.2): Niemandsland – Eingeladen (als Radiomoderatorin)